# Góry Megryjskie
Góry Megryjskie (orm. Մեղրիի լեռնաշղթա) – pasmo górskie na Wyżynie Armeńskiej, odgałęzienie południowej części Gór Zangezurskich. Leżą w południowej Armenii, sięgając granicy z Azerbejdżanem. Zbudowane z granitów i granodiorytów. Zbocza północne porośnięte lasami dębowymi i dębowo-grabowymi, zbocza południowe - sucholubnymi trawami i zaroślami. Powyżej 1800 m n.p.m. łąki alpejskie i subalpejskie oraz wychodnie skał. Klimat subtropikalny. Góry stanowią barierę klimatyczną dla mas powietrza znad Wyżyny Irańskiej. 
Góry Megryjskie ciągną się od Przełęczy Tasztuńskiej (2483 m n.p.m.) na południowy wschód i po 46 km opadają w dolinę środkowego Araksu. Najwyższe szczyty Czignowar (3024 m n.p.m.) pośrodku pasma, Kaładasz (2163 m n.p.m.) na południowym odgałęzieniu, Bartaz (2269 m n.p.m.) na pd-wsch. skraju. Na północy łączą się z masywem Chustup, niekiedy do nich włączanym. 
Północne zbocza obejmuje rezerwat przyrody Szikahog. 
Góry Megryjskie stanowią barierę komunikacyjną między południowym Sjunikiem a centralną Armenią na północy. Przełęczą Tasztuńską biegnie droga łącząca Megri na granicy armeńsko-irańskiej przez Kadżaran i Kapanz resztą kraju. 